# Pasqual Farràs
Pasqual Farràs (Solsona, 1959) és un professor i escriptor català. La seva segona novel·la, El vigilant i les coses, va ser finalista del Premi Crexells.

## Obres
- 1999: La mort del fabulador, Quaderns Crema, Barcelona.
- 2009: El vigilant i les coses, Edicions de 1984, Barcelona. Finalista al Premi Crexells 2010.[2][3]
- 2012: V.V.A.A.: "A tot Cor", Edicions de l'Albí, Berga. Obra col·lectiva de narracions de 32 autors.[4]